# 2004년 대한민국의 주말 흥행 1위 영화 목록
다음은 2004년 대한민국에서 주말(금요일 ~ 일요일) 간 박스오피스 1위를 달성한 영화의 목록이다.
| #  | 날짜             | 영화                           | 수입 (단위: ₩) | 비고     |
| -- | ---------------- | ------------------------------ | -------------- | -------- |
| 1  | 2004년 1월 4일   | 《실미도》                     | 1,019,869,500  |          |
| 2  | 2004년 1월 11일  | 《실미도》                     | 913,566,500    |          |
| 3  | 2004년 1월 18일  | 《말죽거리 잔혹사》            | 864,380,000    |          |
| 4  | 2004년 1월 25일  | 《말죽거리 잔혹사》            | 802,056,500    |          |
| 5  | 2004년 2월 1일   | 《실미도》                     | 573,597,500    |          |
| 6  | 2004년 2월 8일   | 《태극기 휘날리며》            | 1,875,451,500  |          |
| 7  | 2004년 2월 15일  | 《태극기 휘날리며》            | 2,019,140,000  |          |
| 8  | 2004년 2월 22일  | 《태극기 휘날리며》            | 1,466,778,000  |          |
| 9  | 2004년 2월 29일  | 《태극기 휘날리며》            | 431,118,000    |          |
| 10 | 2004년 3월 7일   | 《태극기 휘날리며》            | 735,032,500    |          |
| 11 | 2004년 3월 14일  | 《태극기 휘날리며》            | 547,729,500    |          |
| 12 | 2004년 3월 21일  | 《태극기 휘날리며》            | 431,118,000    | 7주 연속 |
| 13 | 2004년 3월 28일  | 《맹부삼천지교》               | 368,103,000    |          |
| 14 | 2004년 4월 4일   | 《패션 오브 크라이스트》       | 709,260,500    |          |
| 15 | 2004년 4월 11일  | 《패션 오브 크라이스트》       | 695,598,500    |          |
| 16 | 2004년 4월 18일  | 《범죄의 재구성》              | 972,925,000    |          |
| 17 | 2004년 4월 25일  | 《범죄의 재구성》              | 1,173,078,500  |          |
| 18 | 2004년 5월 2일   | 《아라한 장풍대작전》          | 968,666,000    |          |
| 19 | 2004년 5월 9일   | 《효자동 이발사》              | 1,143,464,000  |          |
| 20 | 2004년 5월 16일  | 《효자동 이발사》              | 926,025,000    |          |
| 21 | 2004년 5월 23일  | 《트로이》                     | 1,992,380,500  |          |
| 22 | 2004년 5월 30일  | 《트로이》                     | 1,735,987,500  |          |
| 23 | 2004년 6월 6일   | 《내 여자친구를 소개합니다》   | 2,695,987,000  |          |
| 24 | 2004년 6월 13일  | 《투모로우》                   | 2,151,070,500  |          |
| 25 | 2004년 6월 20일  | 《슈렉 2》                     | 2,651,873,000  |          |
| 26 | 2004년 6월 27일  | 《슈렉 2》                     | 1,951,650,000  |          |
| 27 | 2004년 7월 4일   | 《스파이더맨 2》               | 2,949,185,500  |          |
| 28 | 2004년 7월 11일  | 《스파이더맨 2》               | 1,971,998,000  |          |
| 29 | 2004년 7월 18일  | 《해리포터와 아즈카반의 죄수》 | 3,690,295,500  |          |
| 30 | 2004년 7월 25일  | 《늑대의 유혹》                | 2,124,150,000  |          |
| 31 | 2004년 8월 1일   | 《아이 로봇》                  | 1,719,456,500  |          |
| 32 | 2004년 8월 8일   | 《신부수업》                   | 1,601,678,000  |          |
| 33 | 2004년 8월 15일  | 《바람의 파이터》              | 2,212,876,000  |          |
| 34 | 2004년 8월 22일  | 《바람의 파이터》              | 1,604,744,500  |          |
| 35 | 2004년 8월 29일  | 《터미널》                     | 1,752,096,000  |          |
| 36 | 2004년 9월 5일   | 《터미널》                     | 1,317,135,000  |          |
| 37 | 2004년 9월 12일  | 《연인》                       | 2,411,013,500  |          |
| 38 | 2004년 9월 19일  | 《귀신이 산다》                | 2,390,731,500  |          |
| 39 | 2004년 9월 26일  | 《귀신이 산다》                | 1,944,375,000  |          |
| 40 | 2004년 10월 3일  | 《귀신이 산다》                | 1,268,264,000  |          |
| 41 | 2004년 10월 10일 | 《우리 형》                    | 3,066,183,500  |          |
| 42 | 2004년 10월 17일 | 《우리 형》                    | 2,322,004,000  |          |
| 43 | 2004년 10월 24일 | 《S 다이어리》                 | 2,721,798,500  |          |
| 44 | 2004년 10월 31일 | 《주홍 글씨》                  | 2,497,502,000  |          |
| 45 | 2004년 11월 7일  | 《내 머리 속의 지우개》        | 2,949,664,000  |          |
| 46 | 2004년 11월 14일 | 《내 머리 속의 지우개》        | 2,369,080,000  |          |
| 47 | 2004년 11월 21일 | 《여선생 VS 여제자》           | 1,408,520,000  |          |
| 48 | 2004년 11월 28일 | 《나비효과》                   | 1,214,569,000  |          |
| 49 | 2004년 12월 5일  | 《나비효과》                   | 969,317,000    |          |
| 50 | 2004년 12월 12일 | 《오페라의 유령》              | 2,246,157,000  |          |
| 51 | 2004년 12월 19일 | 《역도산》                     | 2,138,336,000  |          |
| 52 | 2004년 12월 26일 | 《하울의 움직이는 성》         | 3,247,678,000  |          |

## 참고 자료
- KOFIC 영화진흥위원회 주간/주말 박스오피스 참고